# 安特罗·基维
安特罗·基维（芬蘭語：Antero Kivi，1904年4月15日—1981年6月29日），芬兰男子田径运动员，主攻铁饼。他曾代表芬兰参加1928年夏季奥林匹克运动会田径比赛，获得男子铁饼银牌。